# Oberstmünzmeister
L' Oberstmünzmeister (in italiano: maestro di zecca supremo) era l'ufficiale amministrativo incaricato della zecca imperiale e di tutti i settori minerari ad essa collegati. Con lo spostamento della corte imperiale da Praga a Vienna, il maestro di zecca venne mantenuto in funzione per il solo regno ceco.
La carica era presente  anche nel Regno di Boemia ed in alcuni territori ereditari della corona asburgica.

## Oberstmünzmeisterdel Regno di Boemia
- 1234 Bruno
- 1240 Stefan
- 1247–1261 Heinrich Cruciburgense
- 1252 Heinrich zu Humpolec
- 1253–1265 Eberlin o Eberhard
- 1258 Heinrich Avis (Jindřich Pták)
- 1258–1261 Detmar
- 1265 Eberardo
- 1269 Henning
- 1296 Clarus

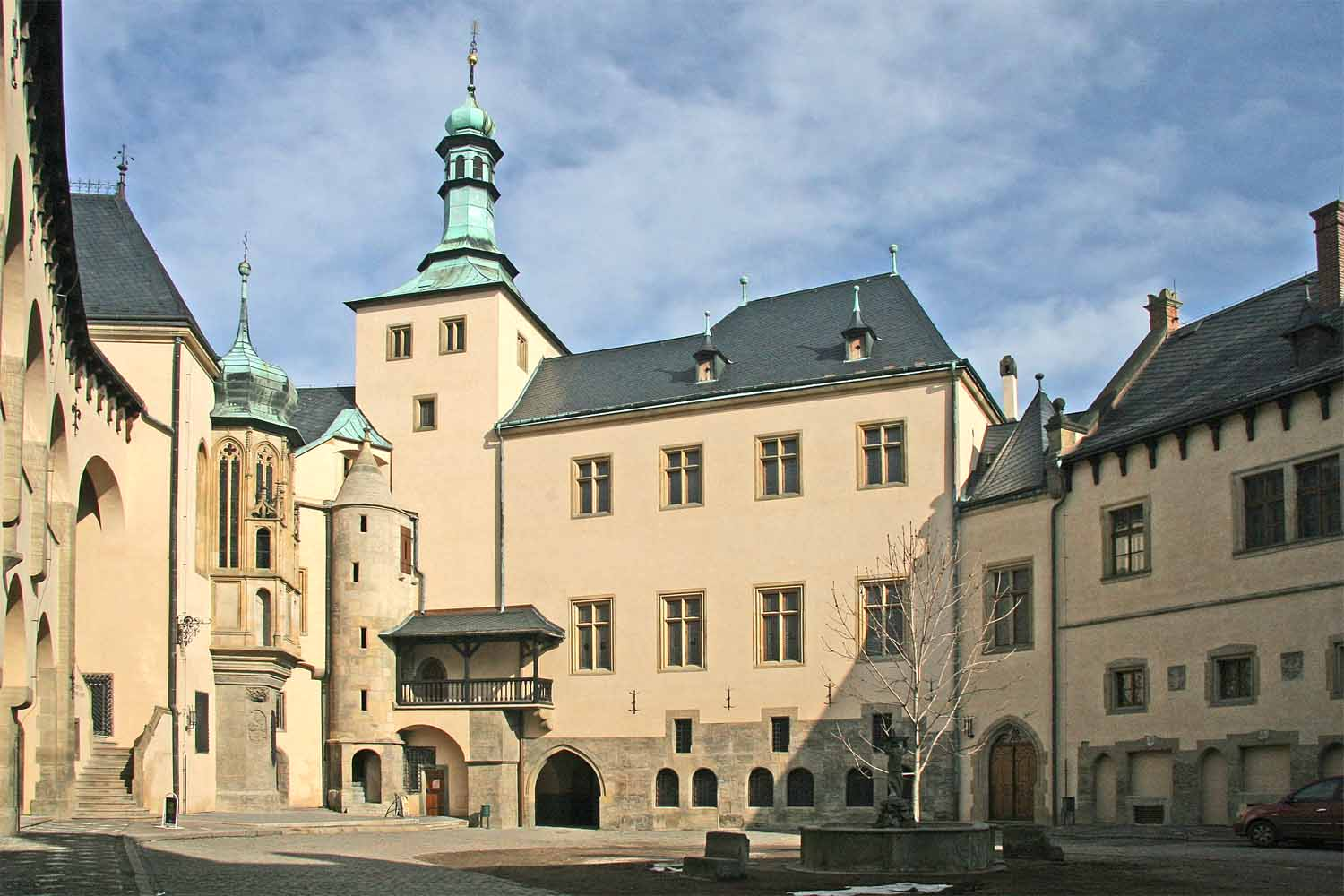
Il castello di Kutná Hora fu la sede storica della zecca del regno di Boemia

- 1361–1368 (o 1363–1365) Endrlin Löewe
- 1369–1375 Jan Rotlev
- 1377–1383 Martin Rotlev
- 1378 Moritz
- 1386–1387 (o 1383–1388) Kunrát Kaplíř zu Sulevice
- 1395–1399 (o 1391–1399) Petr zu Písek
- 1400 Friduš Kunel
- 1401–1402 (o 1401–1403) Konrad zu Vechta (circa 1364 – 26 dicembre 1431)
- 1402–1404 (o 1403) Oldřich Vavák zu Hradec († 22 settembre 1421 Kutná Hora) – 1ª volta
- 1404–1405 Konrad zu Vechta
- 1407–1419 (o 1405–1419) Petr Zmrzlík zu Svojšín na Orlík († 16 agosto 1421) – 1ª volta
- 1419–1421 Mikeš Divůček (Divoký) zu Jemniště († 1423)
- 1421 Hanuš di Polonia
- 1421 Petr Zmrzlík da Svojšín († 16 agosto 1421) – 2ª volta
- 1421 (4 settembre – 22 settembre) Oldřich Vavák da Hradec († 22 settembre 1421 Kutná Hora ) –2ª volta
- 1421 Nicola di Dědibab
- 1422–1425 Hašek da Valdštejn e Ostrov
- 1427–1433 Ambrož di Praga, Otík zu Loza
- 1433 Nikolaus zu Suchdol
- 1437 Václav Březka
- 1437 (o 1437–1455) Jan Čabelický zu Soutice – 1ª volta
- 1437–1444 Hynce Ptáček zu Pirkštejn († 1444)
- 1444–1455 Jan Čabelický zu Soutice - 2ª volta
- 1457–1458 (o 1456–1458) Jan Calta zu Kamenná Hora (circa 1426–1465)
- 1458 Jan zu Peček
- 1458–1468 Zdeněk Kostka di Postupice na Moravská Třebová († 2 ottobre 1468 Zábřeh)
- 1469 (o 1468–1471) Jiří Vranovský
- 1471–1496 Beneš zu Veitmile († 28.8.1496)
- 1496–1499 Jan Horstoffar zu Malesic (Jan Harsdorffer) († 14.1.1511 Norimberga)
- 1499–1505 Bohus II zu Postupice na Litomyšl († 1505)
- 1505–1510 Bernhard zu Valdštejn na Bělé († 7 settembre 1517)
- 1510–1513 Jan zu Potštejn e Žampach
- 1513–1515 Jindřich Tunkl zu Brníček und zu Zábřeh († 28 maggio 1539) - 1ª volta
- 1515–1521 Wilheilm II Kostka zu Postupice na Chlumec († 11 dicembre 1521)
- 1522–1523 Jindřich Tunkl zu Brníček († 28 maggio 1539) - 2ª volta
- 1523-1525 Karl I zu Minsterber (4.5.1476 Kladsko - 31.5.1536 Frankenstein)
- 1525–1527 Jindřich Tunkl zu Brníček († 28 maggio 1539) - terzo
- 1527–1533 Jan il Vecchio zu Vartenberk und zu Dubé
- 1533–1542 Albrecht von Gutštejn zu Kolín
- 1542–1544 Sebastiano zu Veitmile (1490 circa-13 novembre 1549)
- 1545–1553 Jan Trčka zu Vítence na Tochovice

é*1553–1561 (amministratore) Petr Hlavsa zu Liboslavi
- 1561–1566 Jan Erazim zu Švamberk
- 1566–1572 Karel von Biberštejn zu Devín († 1593) – 1ª volta
- 1572–1575 (22 aprile) Zdislav Bořita zu Martinice († 22 aprile 1575)
- 1576 Jindřich zu Kurcpach
- 1579-1587 Guglielmo von Oppersdorf na Dub
- 1588–1590 Karel von Biberštejn zu Děvín († 1593) - 2ª volta
- 1595 Bedřich (Fridrich) Šlik a Hauenštejn e Planá
- 1601 (4. 1.) – 1606 (novembre) Kryštof Želinský da Sebuzín na Břežany († novembre 1606)
- 1606–1611 Annibale di Valdštejn na Hostinné
- 1611–1612 Augustin Šmilauer di Šmilov
- 1612–1618 Vilém Vřesovec da Vřesovec († 1640) – 1ª volta
- 1619 Václav Chotouchovský da Nebovid
- 1620 Albrecht Klusák di Kostelka
- 1621–1628 Vilém Vřesovec da Vřesovice a Podsedice e Vchynice († 1640) – 2ª volta
- 1628–1629 Štěpán Beník di Petrkovo
- 1630–1646 Oldřich Adam Popel di Lobkowicz (16.10.1610 – 28.10.1649)
- 1650–1663 Nicola zu Schönfeld (di Schönfeld; † 12.1.1663)
- 1666 František Antonín Paar
  - 1676, 1679 (amministratore) Anton zu Janinalli – 1ª volta
- 1678 (20 luglio) Jan Václav zu Rheinburg
  - 1681 (amministratore) Anton zu Janinalli - 2ª volta
- 1686-1688 Heinrich Burghard (Jindřich Purkard) di Schneidau
- 1688–1699 František Karel Přehořovský di Kvasejovice (1645–1723)
- 1699–1710 Petr zu Kokořov
- 1710–1721 Franz Karl von Pötting
  - 1722 (amministratore) Jan Francis zu Lauer
- 1725 Josef Petzold (?)
  - 1732–1748 (amministratore) Filip Nerius Krakovský zu Kolowrat (26.3.1688 Praga – 28.3.1773 Praga)
  - 1748–1755 (amministratore) Jan Nepomuk Mitrovský
- 1755–1774 František Josef Pachta zu Rájov (12 agosto 1710 Praga - 28 novembre 1799 Praga)
- 1774–1783 Karl Ignaz von Clary-Aldringen (1729–1791)

## Oberstküchenmeisterdelle terre ereditarie della corona asburgica

### Alta Austria
Sino al 1848, la carica venne ricoperta per via ereditaria dalla famiglia dei conti di Pergen.
- ?-1659 Karl von Pergen
- 1659-1742 Johann Baptist von Pergen
- 1742-1766 Ferdinand von Pergen
- 1766-1814 Johann Baptist von Pergen
- 1814-1830 Joseph von Pergen
- 1830-1848 Johann Anton von Pergen

### Bassa Austria
Sino al 1848, la carica venne ricoperta per via ereditaria dalla famiglia dei conti di Pergen.
- ?-1659 Karl von Pergen
- 1659-1742 Johann Baptist von Pergen
- 1742-1766 Ferdinand von Pergen
- 1766-1814 Johann Baptist von Pergen
- 1814-1830 Joseph von Pergen
- 1830-1848 Johann Anton von Pergen